# Hold On, I'm Comin'
Artikeln handlar om albumet Hold On, I'm Comin' av Sam & Dave. För låten med samma namn, se Hold On I'm Comin' (sång).
Hold On, I'm Comin' är soulduon Sam and Daves debutalbum. Albumet producerades av Atlantic Records, och gavs ut på det Atlantic-distributerade Stax Records skivmärke år 1966.
Albumet nådde en förstaplats på Billboard Top R&B/Black Albums lista och nummer 45 på Billboard 200. Titelspåret nådde nummer ett på Billboard the Black Singles Chart och nummer 21 på Billboard Hot 100, medan "You Don't Know Like I Know" nådde nummer sju och nummer 90.

## Bakgrund
Enligt Steve Cropper, gitarrist för Booker T och the MG's, spelade Staxs inspelningsstudio en viktig roll i skapandet av titelspåret, Hold on, I'm Comin'. Stax Records var en gammal biograf som ligger på 926 East McLemore Avenue i Memphis, Tennessee. Herrtoaletten på den omgjorda biografen hade kakelväggar och kakelgolv. För att producera efterklang och eko placerades en högtalare från studion inne på toaletten; även en mikrofon placerades där inne för att sända tillbaka ljudet till inspelningsstudion. Detta arrangemang producerade det reverb och eko som hörs på Stax Records. Låten är skriven av Isaac Hayes och David Porter. De hade arbetat en stund när Porter gick på toaletten, Hayes blev otålig och ropade åt Porter att komma tillbaka till skrivsessionen. Porter svarade: "Hold on I'm comin'." De båda upptäckte den sexuella övertonen och färdigställde låten på mindre än en timme.

## Lista över spår
Om inget annat anges, så är alla spår skrivna av Isaac Hayes och David Porter.

### Sida ett
1. "Hold On, I'm Comin'" – 2:36
2. "If You Got the Loving" (Steve Cropper, Hayes, Porter) – 2:33
3. "I Take What I Want" (Hayes, Mabon "Teenie" Hodges, Porter) – 2:33
4. "Ease Me" – 2:25
5. "I Got Everything I Need" (Cropper, Eddie Floyd, Alvertis Isbell) – 2:56
6. "Don't Make It So Hard on Me" (Floyd, Willa Dean "Deanie" Parker) – 2:45

### Sida två
1. "It's a Wonder" – 2:53
2. "Don't Help Me Out" – 3:09
3. "Just Me" (Randall Catron, Mary Frierson, Parker) – 2:40
4. "You Got It Made" – 2:33
5. "You Don't Know Like I Know" – 2:40
6. "Blame Me (Don't Blame My Heart)" (Cropper, Isbell) – 2:22

## Personal
- Samuel Moore – sång
- Dave Prater – sång
- Booker T. & the M.G.'s och The Mar-Keys – instrument:
  - Booker T. Jones – keyboard
  - Steve Cropper – gitarr
  - Donald "Duck" Dunn – basgitarr
  - Al Jackson, Jr. – trummor
  - Charles "Packy" Axton – tenorsaxofon
  - Don Nix – saxofon
  - Wayne Jackson – trombon, trumpet
  - Isaac Hayes – orgel
- Deanie Parker  – albumnoter
- Ronnie Stoots – omslagsgrafik